# 一一五検見
一一五検見（いちいちごけみ）とは、江戸時代、上野国の高崎付近でおこなわれた検見法である。「田別検見」とも言われる。

## 概要
- 籾1升から米が7合3勺とれるものとして、これに五公五民の租率で課税したものである。これは「四六の延（のべ）」といい、普通10石の取米であったのに対して、さらに延米4石6斗を加徴して14石6斗賦課という重税をとりたてた。
- この検見は、有毛検見（ありげけみ）と同様に、立毛を検分し、田ごとに有籾のとおりに合毛付をなし、上・中・下にわけ、根取法によって勘定のうえ増減をたてた。
- 総籾数が決定すれば、その石数を115で割り、延米の加わった納米俵数がただちに算出される計算で、この場合、延米は本米1石につき4斗6升、俵入は4斗2升である。例えば田1町3段3畝10歩（4000歩）に対して、1坪籾1升の収穫とすれば、総額は40石となり、これを7合3勺摺とすれば米29石2斗となる。これを五公五民でわければ、取米は14石6斗となり、これを4斗2升俵とすれば納米34俵7分6厘2毛となる。また籾40石を115で除しても34俵7分8厘2毛となる。
- 後者の計算は、前者と2厘の差があるが、これはもともと115の法は端数を切り捨てたものである（後述）から、相違を生じる。
- 一般的なもののように5合摺五公五民の法とすれば、籾40石の取米は10石となる。これに延米4石6斗をくわえれば14石6斗となり、すなわち115の取米となる。
- もっとも、延米の制は他地方にもあったが、その場合の延米は非常な高額で、他と比較してはるかに重税となっていた。これを「一一五」というのは、籾摺の法七三をもって1俵の米数4斗2升をわり、さらにこれを五公五民の5で除すれば、115.06強となるからである。